# Pampas XV
Il Pampas XV è una selezione federale argentina di rugby a 15 che partecipa al Super Rugby Americas dal 2023. In passato militò, tra il 2010 e il 2013, in Vodacom Cup, competizione sudafricana tra club provinciali, e, dal 2014 al 2015, nel torneo internazionale per club e selezioni World Rugby Pacific Challenge.

## Storia
Nata nel 2010 su iniziativa dell'Unión Argentina de Rugby per promuovere la disciplina ad alto livello e fornire ai giocatori in prospettiva internazionale una manifestazione altamente competitiva, la formazione vinse l'edizione 2011 della Vodacom Cup alla seconda stagione nel torneo e le edizioni 2014 della e 2015 del World Rugby Pacific Challenge, conosciuto fino al 2014 come Pacific Rugby Cup.
Originariamente a Stellenbosch, la squadra ebbe sede dal 2011 a Potchefstroom, nella provincia del Capo Occidentale, disputando gli incontri interni all'Olën Park ed allenata da Daniel Hourcade, Raúl Pérez e Mauricio Reggiardo.
Nel 2011 vinse la Vodacom Cup in finale contro i Blue Bulls, chiudendo la stagione da imbattuta e segnando più di 40 punti in cinque partite su undici disputate; Juan Imhoff fu il metaman della competizione.
Dal 2012 al 2013 il Pampas XV tornò a Stellenbosch, giocando le proprie gare interne all'A.F. Markötter Stadium del Paul Roos Gymnasium.
Dal 2014 la selezione non partecipò più alla Vodacom Cup, ma, nel dicembre 2013, venne annunciato che l'Argentina avrebbe partecipato alla Pacific Rugby Cup con una formazione guidata da Martín Gaitán: alla stagione di debutto si aggiudicò la competizione battendo i Reds A, a Sydney, col punteggio di 36-21. L'anno successivo gli argentini vinsero il secondo titolo della World Rugby Pacific Challenge, questa volta, superando i Fiji Warriors in finale e terminando il torneo da imbattuti.
Nel 2015 la squadra venne sciolta dalla Federazione argentina.
Nel 2023 la selezione venne riattivata per partecipare al Super Rugby Americas.

## Palmarès
- Vodacom Cup: 1
2011
- Pacific Rugby Challenge : 2
2014, 2015

## Vodacom Cup

### Finali
| Anno | Vincitori | Risultato | Finalista  | Sede                     |
| ---- | --------- | --------- | ---------- | ------------------------ |
| 2011 | Pampas XV | 14-9      | Blue Bulls | Olën Park, Potchefstroom |